# Patatoïde

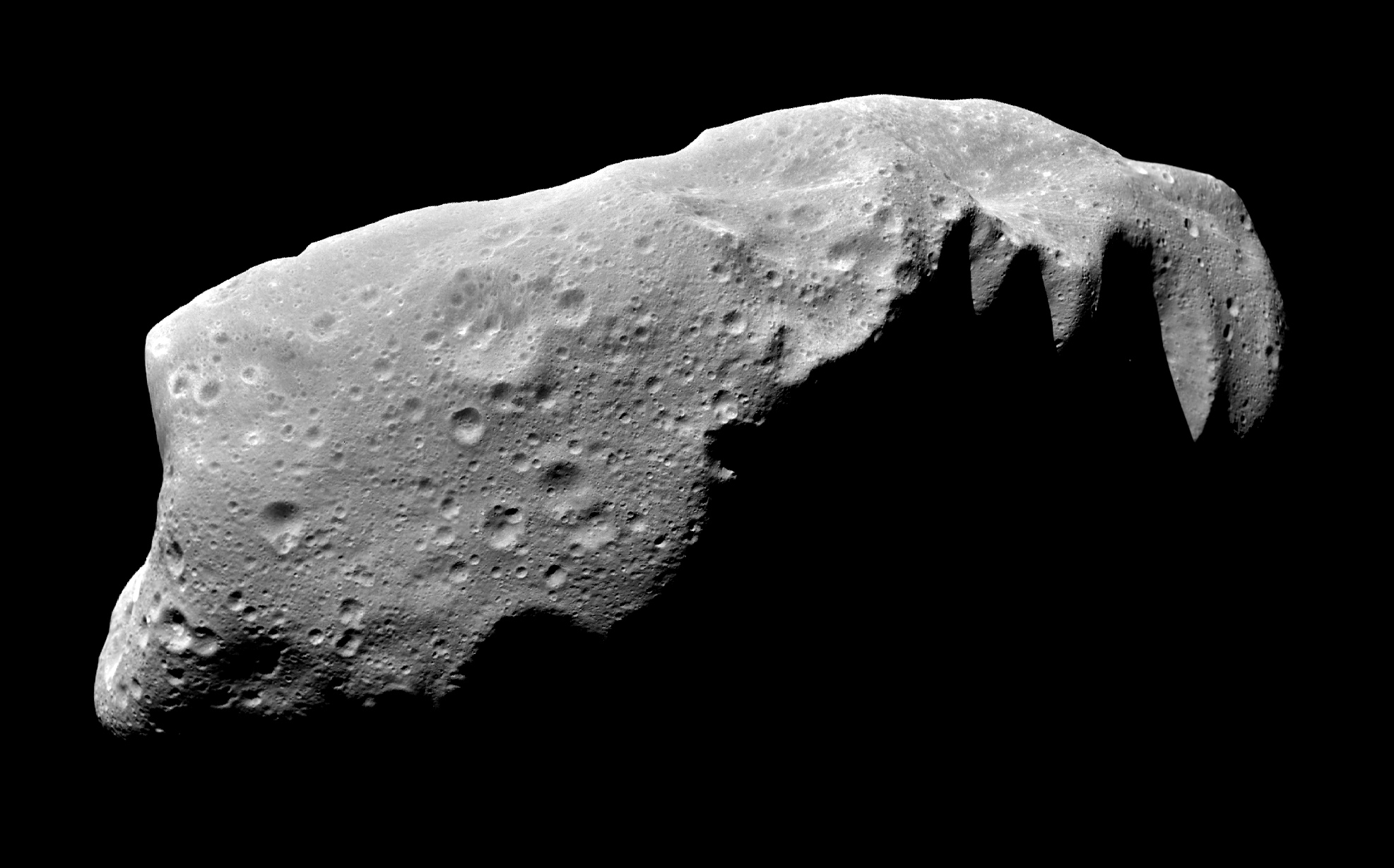
Ida, un astéroïde de forme patatoïde.

Le terme patatoïde est utilisé informellement, notamment en mathématiques et par extension dans les autres sciences exactes pour désigner une surface plane irrégulière et ressemblant à une patate. Le terme peut également s’appliquer à un volume connexe dans l’espace. Il n'a pas de définition mathématique formelle.

## En mathématiques
Le terme est parfois utilisé en mathématiques :
- pour désigner un objet sans propriété géométrique utile ou connue. Un patatoïde de révolution est un patatoïde invariant par rotation autour d'un certain axe.
- pour les représentations en théorie des ensembles, notamment pour les diagrammes de Venn[2].
- pour décrire le nuage de points « en forme de pomme de terre » obtenu lors d’une régression linéaire quand il n’y a pas de relation linéaire nette entre variables[3].

## En astronomie
Le terme est souvent utilisé pour décrire des objets célestes, tels des astéroïdes ou des planètes non parfaitement sphériques, y compris la Terre.

## Autres
Le terme a également été utilisé pour qualifier une notion sans contours solides.